# ＃atarimaeni CUP サッカーができる当たり前に、ありがとう!
#atarimaeni CUP サッカーができる当たり前に、ありがとう!（あたりまえにカップ サッカーができるあたりまえに、ありがとう）は、2021年1月6日から1月23日までの間に開催された、大学サッカーの全国大会。

## 概要
新型コロナウイルス感染症 (COVID-19) による影響に伴い、2020年度の第44回総理大臣杯全日本大学サッカートーナメントと第69回全日本大学サッカー選手権大会（インカレ）が中止になったことを受け、全日本大学サッカー連盟が主導して2020年度のみの特例大会として開催されるものである。「#atarimaeni」は全日本大学サッカー連盟が2018年から立ち上げた暴力・差別・不正行為根絶キャンペーン『#ATARIMAENI 当たり前を変えろ』のハッシュタグで、練習や試合が行えた（コロナ禍以前の）「当たり前な日々」の尊さを実感するとともに、自分たちを支えてくれる人への感謝の意が込められているという。
本大会は総理大臣杯・インカレとは別の大会として扱われ、両大会の参加資格を統合する形とすることから、参加チーム数も総理大臣杯・インカレの24チームから32チームに増やされる。また、決勝戦は例年のインカレ同様、BS朝日で生中継された。
主催団体等
- 主催：（公財）日本サッカー協会、（一財）全日本大学サッカー連盟
- 主管：（一財）関東大学サッカー連盟
- 協賛：デンソー、ミカサ、キリンビバレッジ、ミズノ、エスオーユーホールディングス

## レギュレーション
本⼤会は下記地域⼤学サッカー連盟より選出された合計32チームによって⾏う。選出に当たっては、当該地域の学生サッカー連盟の主催する大学サッカーリーグの成績上位チーム（例年のインカレ出場資格）と、全ての加盟大学が参加できるオープントーナメント上位（例年の総理大臣杯出場資格）の両方から選出を行うこととなっている。
- 北海道 2チーム
- 東北 2チーム
- 北信越 2チーム
- 関東 9チーム
- 東海 4チーム
- 関⻄ 5チーム
- 中国 2チーム
- 四国 2チーム
- 九州 4チーム

組み合わせは「1回戦で同地区同士が当たらない」条件のみを定めた他はフリー抽選となり、トーナメント方式で優勝・準優勝・3位を表彰する（3位決定戦は行わない）。試合時間は90分で、同点の場合は前後半15分ずつの延長戦、それでも同点の場合はPK戦で勝敗を決する。ベンチ入り出来るサブメンバーは最大9名で、試合中5名まで交代が可能。

## 出場校
出典：
| 地域   | 出場校                 |
| ------ | ---------------------- |
| 北海道 | 北海道教育大学岩見沢校 |
| 北海道 | 東海大学札幌校舎       |
| 東北   | 仙台大学               |
| 東北   | 富士大学               |
| 北信越 | 新潟医療福祉大学       |
| 北信越 | 北陸大学               |
| 関東   | 流通経済大学           |
| 関東   | 明治大学               |
| 関東   | 早稲田大学             |
| 関東   | 桐蔭横浜大学           |
| 関東   | 日本大学               |
| 関東   | 順天堂大学             |
| 関東   | 法政大学               |
| 関東   | 東洋大学               |
| 関東   | 東海大学               |

| 地域 | 出場校            |
| ---- | ----------------- |
| 東海 | 中京大学          |
| 東海 | 常葉大学          |
| 東海 | 東海学園大学      |
| 東海 | 静岡産業大学      |
| 関西 | 大阪体育大学      |
| 関西 | 阪南大学          |
| 関西 | 甲南大学          |
| 関西 | 桃山学院大学      |
| 関西 | 関西学院大学      |
| 中国 | 福山大学          |
| 中国 | IPU・環太平洋大学 |
| 四国 | 四国学院大学      |
| 四国 | 高知大学          |
| 九州 | 日本文理大学      |
| 九州 | 福岡大学          |
| 九州 | 鹿屋体育大学      |
| 九州 | 九州産業大学      |

- 北海道地区は札幌大学が第1代表に内定していたが、同大学が「新型コロナウイルスの蔓延による昨今の社会情勢を考慮」との理由から出場を辞退したため、北海道教育大学岩見沢校と東海大学札幌校舎が繰り上げ出場となった[6]。

## 試合結果
新型コロナウイルス感染症 (COVID-19) 拡大防止のため、1回戦から3回戦までは会場非公開で実施された（公式記録にも会場名は記載されない）。
また準決勝・決勝は観客ありでの実施が予定されていた（会場も味の素フィールド西が丘と発表されていた）ものの、2021年1月の新型コロナウイルス感染拡大を受けての緊急事態宣言発表を受け、一般観客の入場を取りやめることが発表された。

### 1回戦
| #1 | 2021年1月06日 11:00 |

| 阪南大学 | 0 - 2    | 法政大学                    |
|          | 公式記録 | 飯島陸 54分 · 松井蓮之 90分 |

| 主審: 宇田川恭弘 |

| #2 | 2021年1月6日 11:00 |

| 富士大学 | 0 - 2    | 桃山学院大学                 |
|          | 公式記録 | 竹宮彪真 1分 · 若山修平 13分 |

| 主審: 岡部拓人 |

| #3 | 2021年1月6日 11:00 |

| 東洋大学 | 0 - 1    | 仙台大学      |
|          | 公式記録 | 嵯峨理久 82分 |

| 主審: 鶴岡泰樹 |

| #4 | 2021年1月6日 11:00 |

| 流通経済大学               | 2 - 1    | 北陸大学      |
| 安居海渡 7分 · 満田誠 53分 | 公式記録 | 東出壮太 31分 |

| 主審: 鈴木渓 |

| #5 | 2021年1月6日 13:30 |

| 東海大学札幌校舎 | 0 - 1    | 静岡産業大学  |
|                  | 公式記録 | 川原由斗 70分 |

| 主審: 大田智寛 |

| #6 | 2021年1月6日 13:30 |

| IPU・環太平洋大学 | 0 - 4    | 早稲田大学                                       |
|                   | 公式記録 | 奥田陽琉 4分 · 西堂久俊 30分, 73分 · 梁賢柱 41分 |

| 主審: 大橋侑祐 |

| #7 | 2021年1月6日 13:30 |

| 北海道教育大学岩見沢校 | 1 - 0 (延長) | 高知大学 |
| 田中光太 96分          | 公式記録     |          |

| 主審: 手塚優 |

| #8 | 2021年1月6日 13:30 |

| 甲南大学                      | 2 - 0    | 日本文理大学 |
| 木村太哉 26分 · 久保勇大 29分 | 公式記録 |              |

| 主審: 加藤正和 |

| #9 | 2021年1月7日 11:00 |

| 四国学院大学                                    | 3 - 1    | 新潟医療福祉大学 |
| 久保田蓮 22分 · 吉田源太郎 40分 · 岡田大介 71分 | 公式記録 | 田中翔太 85分    |

| 主審: 赤阪修 |

| #10 | 2021年1月7日 11:00 |

| 順天堂大学                                | 3 - 0    | 東海学園大学 |
| 大森真吾 60分 · 63分 (OG) · 長倉幹樹 89分 | 公式記録 |              |

| 主審: 桜井大介 |

| #11 | 2021年1月7日 11:00 |

| 桐蔭横浜大学 | 1 - 0    | 大阪体育大学 |
| 山田新 65分  | 公式記録 |              |

| 主審: 清水勇人 |

| #12 | 2021年1月7日 11:00 |

| 常葉大学 | 0 - 1 (延長) | 関西学院大学   |
|          | 公式記録     | 山見大登 103分 |

| 主審: 田邉裕樹 |

| #13 | 2021年1月7日 13:30 |

| 中京大学 | 0 - 1    | 福岡大学      |
|          | 公式記録 | 井上健太 12分 |

| 主審: 中村一貴 |

| #14 | 2021年1月7日 13:30 |

| 日本大学                      | 2 - 0    | 九州産業大学 |
| 近藤友喜 58分 · 小林佑熙 79分 | 公式記録 |              |

| 主審: 長峯滉希 |

| #15 | 2021年1月7日 13:30 |

| 鹿屋体育大学    | 1 - 3    | 東海大学                                      |
| 伊藤龍生 90+4分 | 公式記録 | 面矢行斗 17分 · 坂本翔 33分 · 砂金大輝 90+3分 |

| 主審: 柿沼亨 |

| #16 | 2021年1月7日 13:30 |

| 明治大学                             | 3 - 1 (延長) | 福山大学  |
| 藤原悠汰 48分, 101分 · 佐藤凌我 98分 | 公式記録     | 10分 (OG) |

| 主審: 舟橋崇正 |

### 2回戦
| #17 | 2021年1月8日 11:00 |

| 法政大学                      | 2 - 1    | 桃山学院大学  |
| 服部剛大 39分 · 松井蓮之 84分 | 公式記録 | 若山修平 41分 |

| 主審: 原崇 |

| #18 | 2021年1月8日 11:00 |

| 仙台大学 | 0 - 4    | 流通経済大学                                |
|          | 公式記録 | 齊藤聖七 45+1分, 45+2分 · 満田誠 57分, 59分 |

| 主審: 手塚優 |

| #19 | 2021年1月8日 13:30 |

| 静岡産業大学 | 0 - 3    | 早稲田大学                                  |
|              | 公式記録 | 鍬先祐弥 70分 · 柴田徹 81分 · 奥田陽琉 87分 |

| 主審: 加藤正和 |

| #20 | 2021年1月8日 13:30 |

| 北海道教育大学岩見沢校 | 1 - 4    | 甲南大学                                            |
| 下田友也 90+1分        | 公式記録 | 稲森文哉 21分, 49分 · 井上聖也 35分 · 木村太哉 77分 |

| 主審: 大田智寛 |

| #21 | 2021年1月9日 11:00 |

| 順天堂大学                                               | 2 - 2 (延長) | 四国学院大学                          |
| 小林里駆 30分 · 小林夏生 90+1分                          | 公式記録     | 久保田蓮 2分 · 岡田大介 49分          |
|                                                          | PK戦         |                                       |
| 三國スティビアエブス 大森真吾 上野瑶介 新関成弥 杉山直宏 | 4 - 2        | 吉田源太郎 岡田大介 山内拓海 久保田蓮 |

| 主審: 宇田川恭弘 |

| #22 | 2021年1月9日 11:00 |

| 関西学院大学         | 2 - 3 (延長) | 桐蔭横浜大学                                  |
| 山見大登 70分, 117分 | 公式記録     | 中野就斗 60分 · 遠藤凌 100分 · 寺沼星文 110分 |

| 主審: 宇治原拓也 |

| #23 | 2021年1月9日 13:30 |

| 日本大学                    | 2 - 1    | 福岡大学     |
| 山崎舜介 73分 · 東憲也 80分 | 公式記録 | 大川智己 3分 |

| 主審: 原田雅士 |

| #24 | 2021年1月9日 13:30 |

| 明治大学                          | 1 - 1 (延長) | 東海大学                            |
| 小柏剛 28分                       | 公式記録     | 佐藤颯人 83分                       |
|                                   | PK戦         |                                     |
| 住永翔 佐藤瑶大 蓮川壮大 石井優輝 | 2 - 4        | 面矢行斗 丸山智弘 佐藤颯人 武井成豪 |

| 主審: 長田望 |

### 3回戦
| #25 | 2021年1月10日 12:00 |

| 法政大学    | 1 - 0    | 流通経済大学 |
| 飯島陸 76分 | 公式記録 |              |

| 主審: 國吉真吾 |

| #26 | 2021年1月10日 12:00 |

| 早稲田大学                                  | 3 - 0    | 甲南大学 |
| 杉山耕二 19分 · 梁賢柱 61分 · 奥田陽琉 19分 | 公式記録 |          |

| 主審: 辛島宗烈 |

| #27 | 2021年1月11日 12:00 |

| 桐蔭横浜大学 | 0 - 1    | 順天堂大学    |
|              | 公式記録 | 新関成弥 33分 |

| 主審: 佐藤誠和 |

| #28 | 2021年1月11日 12:00 |

| 東海大学                                      | 3 - 2    | 日本大学            |
| 藤井一志 24分 · 杉山祐輝 30分 · 山田泰雅 57分 | 公式記録 | 近藤友喜 48分, 82分 |

| 主審: 松澤慶和 |

### 準決勝
| #29 | 2021年1月21日 11:00 |

| 法政大学            | 2 - 0    | 早稲田大学 |
| 関口正大 51分, 79分 | 公式記録 |            |

| 味の素フィールド西が丘 観客数: 0人 主審: 先立圭吾 |

| #30 | 2021年1月21日 13:30 |

| 東海大学      | 1 - 0    | 順天堂大学 |
| 砂金大輝 60分 | 公式記録 |            |

| 味の素フィールド西が丘 観客数: 0人 主審: 柿沼亨 |

### 決勝
| #31 | 2021年1月23日 13:02 |

| 法政大学 | 0 - 1    | 東海大学      |
|          | 公式記録 | 水越陽也 72分 |

| 味の素フィールド西が丘 観客数: 0人 主審: 川俣秀 |